# Blegind
Blegind er en landsby i Østjylland med 236 indbyggere  (2024). Blegind er beliggende ved Solbjerg Sø tre kilometer sydøst for Hørning og 16 kilometer sydvest for Aarhus. Byen hører til Skanderborg Kommune og er beliggende i Region Midtjylland.
Landsbyen hører til Blegind Sogn, og Blegind Kirke ligger i byen.